# علیرضا شیرمحمدعلی
علیرضا شیرمحمدعلی، (زاده ۱۳۷۷ – درگذشتهٔ ۲۰ خرداد ۱۳۹۸)، زندانی عقیدتی سیاسی ایرانی بود که شامگاه دوشنبه ۲۰ خرداد ۱۳۹۸ در زندان تهران بزرگ (فشافویه)، هدف حمله دو تن از زندانیان بزهکار قرار گرفته و پس از مجروح شدن با ضربات چاقو جان خود را از دست داد. او به اتهام «توهین به مقدسات»، «توهین به بنیانگذار جمهوری اسلامی»، «توهین به رهبری» و «تبلیغ علیه نظام»، به ۸ سال حبس تعزیری محکوم شده بود.

## بازداشت
شیرمحمدعلی در ۲۴ تیر ۱۳۹۷ بازداشت شد. این بازداشت در ارتباط با فعالیت‌های او در فضای مجازی تلگرام و اینستاگرام، انجام شده بود. به گفته وکیل وی دادگاه تجدیدنظر علیرضا قرار بود در ۱۸ تیر برگزار شود. به گفتهٔ مادرش، قاضی برای او قرار وثیقهٔ ۸۰ میلیون تومانی تعیین کرده بود اما آن‌ها از عهدهٔ تأمین این وثیقه برنیامدند.

## اعتصاب غذا
شیرمحمدعلی و برزان محمدی، دیگر زندانی بازداشت‌شده در اعتراضات مرداد ۱۳۹۶، به دلیل «فقدان امنیت جانی» در زندان فشافویه و مخالفت با طرح درخواست انتقال به زندان اوین، دست به اعتصاب غذا زده بودند. وی در اسفند ۹۷ در نامه‌ای مشترک با برزان محمدی برای اعتصاب غذایش نوشته بود؛ «زندگی در لجنزار زندان تهران بزرگ در شأن ما نیست».
شیرمحمدعلی از زندانیان فعال به‌شمار می‌رفت و در اعتراض به رعایت نشدن قانون اصل تفکیک جرایم و برای انتقال به زندان اوین دست به اعتصاب غذا زد و اعتصاب خود را پس از قول پی‌گیری مسئولان شکست. سازمان عفو بین‌الملل نسبت به وضعیت دو زندانی «علیرضا شیرمحمدعلی» و «برزان محمدی» در زندان فشافویه ابراز نگرانی کرده بود.

## قتل در زندان
شیرمحمدعلی در ۲۰ خرداد ۱۳۹۸ در زندان فشافویه، به دست دو نفر از زندانیان عمومی، با بیش از ۳۰ ضربه چاقو سلاخی شد. او یک روز پس از قتل در چهارشنبه ۲۲ خرداد به خاک سپرده شد.
دادستان تهران با صدور کیفرخواست برای متهمان پرونده قتل عمدی علیرضا شیرمحمدعلی، رسیدگی به این پرونده را آغاز کرد.
در نهایت در تاریخ ۲۷ آذر ۱۳۹۸ حکم قصاص قاتل در زندان رجایی شهر کرج اجرا شد

## واکنش‌ها
- وکیل علیرضا می‌گوید: «... بر اساس اطلاعات موثق در بندی که مرحوم شیرمحمدعلی حضور داشت یک سلول بوده که دو قاتل داخل آن بودند و همیشه در آن بسته بوده‌است، اما آن شب آن دو نفر آقای شیرمحمدعلی را به داخل سلول کشیدند و ایشان را به قتل رساندند.»[۱۶]
- ۱۲ ژوئن ۲۰۱۹ سازمان دیدبان حقوق بشر از حکومت ایران خواست تا دربارهٔ قتل زندانی سیاسی علیرضا شیر محمدعلی تحقیق فوری در بالاترین سطح مقامات قضائی صورت گیرد تا سهل‌انگاری و غفلت در نظارت در زندان فشافویه مشخص شود.[۱۷]
- ۱۳ ژوئن ۲۰۱۹ سازمان عفو بین‌الملل در حساب تویتری خود قتل این زندانی سیاسی را شوکه کننده نامید و از مقامات جمهوری اسلامی ایران خواست که تحقیقات مستقل در این رابطه با انجام بدهند.[۱۸]
- علی مطهری، نماینده مجلس شورای اسلامی، گفت مجلس ایران و کمیسیون امنیت ملی و سیاست خارجی باید برای بررسی مرگ علی‌رضا شیرمحمدعلی هیئتی را اعزام و گزارش تهیه کند.[۱۹]
- نرگس محمدی، فعال حقوق بشر، در بیانیه ای مسئولیت کشته شدن علیرضا شیرمحمدی‌علی را بر عهده سازمان زندانها و قوه قضائیه دانست.[۲۰]
- صدای آمریکا خبر داد که مأموران امنیتی مادرش را تهدید کرده‌اند در صورت گفتگو با رسانه‌ها، پیکر علیرضا را برای خاکسپاری تحویل نخواهند داد.[۲۱]
- روایت دوست و پدر علیرضا شیرمحمدعلی در سالگرد قتل وی.[۲۲]